# Hype man

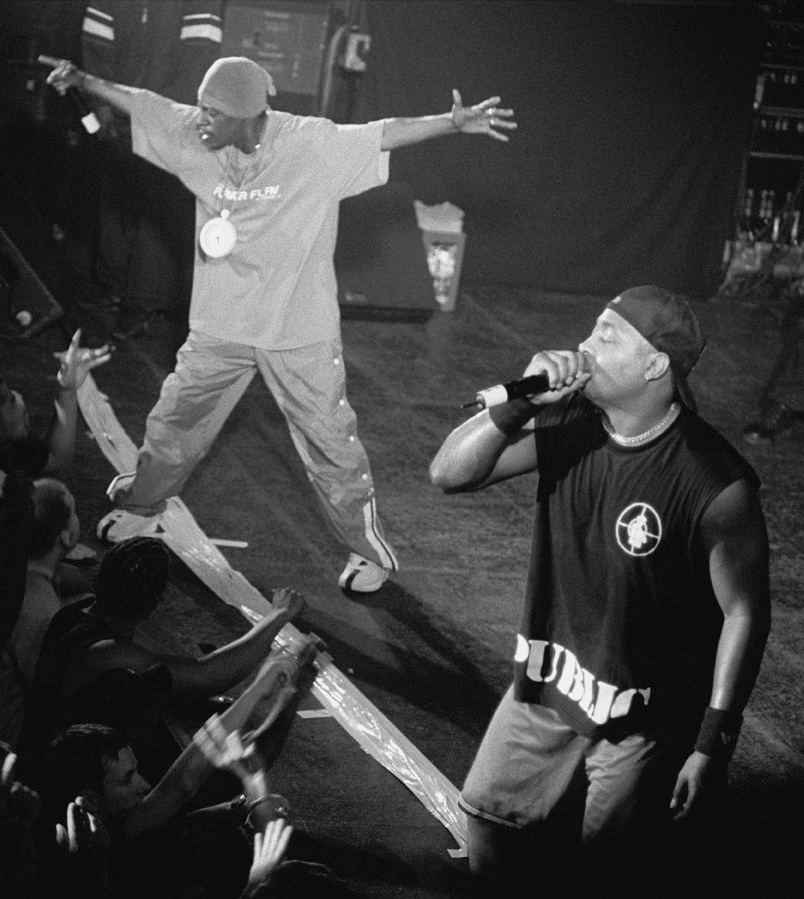
O hype man Flavor Flav (à esquerda) animando a multidão enquanto o rapper Chuck D se apresenta.

"Hype man" é um músico do hip hop que faz um rap de suporte para o rapper principal com exclamações e interjeições, que tenta aumentar a emoção do público com canto de pergunta e resposta. O escritor musical Mickey Hess expande o termo da seguinte forma: "um hype man é uma figura que desempenha um papel central, mas coadjuvando dentro de um grupo, fazendo suas próprias intervenções, geralmente visando a exaltar a multidão ao mesmo tempo, chamando a atenção para as palavras do MC."
Discutindo o papel do hype man no livro How to Rap, Royce da 5'9" descreveu como um hype man pode contribuir em uma apresentação ao vivo: "muitos dos meus versos estão permanentes  com a minha rima [que] eu preciso de alguém para me ajudar." Lateef adicionou: "Você vai ter que ter alguém para dizer alguma coisa em algum lugar para lhe dar um fôlego ... normalmente é só uma questão de conseguir alguém para mandar alguma linha ou alguma palavra em uma linha - que é tudo que você realmente precisa."

## Origem
Os primeiros "hype man" do hip hop foram Cowboy e Creole do grupo Grandmaster Flash and the Furious Five. Kool Moe Dee chama Creole  de "o original hype man". O quintessencial hype man, por muitos fãs e músicos da época, foi o do grupo Public Enemy Flavor Flav, cuja abordagem exuberante para a arte em gravações de vídeos do grupo fez dele, sem dúvidas, o primeiro hype name notório, uma figura mais famosa do que muitos MCs.
Jay-Z começou sua carreira como hype man para Jay-O e mais tarde foi hype man para Big Daddy Kane. Tupac Shakur começou sua carreira como um hype man para Digital Underground.

## Hype man notáveis
- Proof[3] e Mr. Porter do D12 para Eminem
- Freaky Tah de The Lost Boyz[3]
- Bushwick Bill de The Geto Boys[3]
- Memphis Bleek para Jay-Z[3]
- Spliff Star para Busta Rhymes[1]
- Tony Yayo para 50 Cent
- Joe C. para Kid Rock
- Dapwell para Das Racist
- Waka Flocka Flame para Gucci Mane
- Xanadu para Family Force 5
- TreeJay para Mac Miller
- Yo-Landi Vi$$er de Die Antwoord, descrita como uma "hype girl"[10]
- Safaree mais conhecido como Scaff Beezy ou SB de Nicki Minaj [11]